# Route nationale 563 (France)
Pour les articles homonymes, voir Route nationale 563.
La route départementale 563, ancienne route nationale 563 ou RN 563 était une route nationale française reliant Séranon à Fayence.
À la suite de la réforme de 1972, elle a été déclassée en RD 563.

## Ancien tracé de Séranon à Fayence (D 563)
- Séranon (km 0)
- Mons (km 13)
- Fayence (km 31)